# Metacritic
Metacritic är en webbplats som samlar recensioner av musikalbum, filmer, datorspel, TV-program, DVD-er och böcker. 
För varje produkt som tas upp på sidan räknas ett medelbetyg ut med hjälp av de betyg som ges i recensionerna. Då olika recensenter baserar sina betyg på olika skalor (till exempel 1–5, 1–10, 1–100 eller bokstavsbetyg) räknar metacritic om dessa värden till procent innan man anger sitt medelbetyg på produkten i en hundragradig skala. Amazons recensioner innehåller inte något betyg utan då uppskattar metacritic ett betyg baserat på texten.

## Historik
Metacritic grundades 1999 av Jason Dietz, Marc Doyle, Julie Roberts och lanserades 2001. Webbplatsen såldes till CNET Networks i augusti 2005. I maj 2008 köptes CNET Networks, och därmed även Metacritic, upp av CBS Corporation. 2022 köptes Metacritic upp av Fandom.